# Понтинусы
Понтинусы (лат. Pontinus) — род морских лучепёрых рыб из семейства скорпеновых отряда скорпенообразных. Представители рода распространены в Индийском, Атлантическом и Тихом океанах. Длина тела составляет от 14 до 54,9 см. Известны с раннего олигоцена. Это придонные хищные рыбы, поджидающие добычу в засаде.

## Классификация
На ноябрь 2018 года в род включают 20 видов:
- Pontinus accraensis Norman, 1935
- Pontinus castor Poey, 1860
- Pontinus clemensi Fitch, 1955
- Pontinus corallinus A. Miranda-Ribeiro, 1903
- Pontinus furcirhinus Garman, 1899
- Pontinus helena Eschmeyer, 1965
- Pontinus kuhlii (S. Bowdich, 1825)
- Pontinus leda Eschmeyer, 1969
- Pontinus longispinis Goode & Bean, 1896
- Pontinus macrocephalus (Sauvage, 1882)
- Pontinus nematophthalmus (Günther, 1860)
- Pontinus nigerimum Eschmeyer, 1983
- Pontinus nigropunctatus (Günther, 1868)
- Pontinus rathbuni Goode & Bean, 1896 — Высокопёрый понтинус[2]
- Pontinus rhodochrous (Günther, 1872)
- Pontinus sierra (Gilbert, 1890)
- Pontinus strigatus Heller & Snodgrass, 1903
- Pontinus tentacularis (Fowler, 1938)
- Pontinus vaughani Barnhart & C. L. Hubbs, 1946